# Robert Brunnlechner
Robert Brunnlechner (Pseudonym: Viktor Vierthaler; * 1970 in Sankt Pölten) ist ein österreichischer Fagottist, Komponist und Autor.

## Leben
Am Konservatorium der Stadt Wien erhielt Robert Brunnlechner bei seinem Lehrer Michael Werba in den Jahren 1989 bis 1997 seine Ausbildung als Fagottist, die er mit der Diplomprüfung abschloss. An der Universität Wien studierte er daneben Musikwissenschaft, Theaterwissenschaft und Romanistik.
Robert Brunnlechner ist seit 1995 Instrumentallehrer für Fagott an der Musikschule in St. Pölten. Seit 1996 ist er Fagottist im Stadttheater Baden. Seit 1999 ist er Mitglied der NÖ Bläsersolisten und seit 2004 im Ensemble XX. Jahrhundert.
Brunnlechner besuchte die Internationale Sommerakademie Mozarteum Salzburg bei dem Fagottisten Richard Galler im Jahr 2000 und den Internationalen Meisterkurs in Weimar bei dem Fagottisten Klaus Thunemann.
Unter dem Pseudonym Viktor Vierthaler veröffentlicht Brunnlechner Novellen über das Musikerleben.

## Werke (Auswahl)

### Kompositionen
- Revolutionsfanfare für Blasorchester (Koch Musikverlag NO 020625)
- Taormina – Marsch im italienischen Stil (op. 2; Edition Goldgruber 02804)
- Unter dem Föhrenkranze – Konzertmarsch (op. 12; Edition Goldgruber 02905)
- Teesdorfer Suite für drei Violoncelli (op. 19)
- Weinviertler Tänze für Bläserquintett (op. 27)
- Atlanta Blue – Saxophonquartett (op. 30)
- JuBÖläumsmarsch – Böheimkirchen grüsst Böhmenkirch (op. 31)
- Beaufort XII für 12 Saxophone (op. 33)
- Der Engel vom westlichen Fenster für Saxophonquartett (op. 38)
- „Die drei Teiche von Hellbrunn“ – ein Klaviertrio nach einem Gedicht von Georg Trakl (op. 40)
- Bekenntnisse einer Burenwurst (op. 41)
- Arbatax – Fantasia Sarda (op. 42)
- Varadero all Inclusive - Fagott it! - das Fagottquartett (op. 44)
- Bürgermeister Stich-Marsch (op. 46)
- Ouvertüre zu einer Comödie (op. 47)
- Concierto de Rueda für Altsaxophon und Orchester (op. 49)
- Serenade for Berkeley (2023)
- Ottenthaler Polka (op. 53)
- Weberns Zigarette (Marlboro King Size Version) (op. 54)
- Präludium, Doppelfuge und Kehraus für Flöte, Trompete, Posaune und Klavier (op. 56)
- Persisches Trinklied für vierstimmigen Männerchor (op. 57)

### Literarische Werke (alsViktor Vierthaler)
- Der Bart der Aphrodite. Aus dem Leben eines Komponisten (2015)
- Wenn die Trommeln verstummen. Aus dem Leben eines Instrumentalpädagogen (2012)
- Den Taktstock hört man nicht. Eine Novelle (2010)
- Ein Morgen, ein Mittag, ein Abend in Bruck. Aus dem Leben eines Orchestermusikers. Eine Novelle (2009)

## Auszeichnungen
- 1995: Sonderpreis der Jury beim „Ostarrichi“-Kompositionswettbewerb des Niederösterreichischen Blasmusikverbandes (NÖBV)
- 2012: Erster Preis und Publikumspreis beim „Zeitklang“-Wettbewerb der Universität für Weiterbildung Krems
- 2017: Zweiter Preis „Compositionswettbewerb des Wiener Concert-Vereins“ für „Ouverture zu einer Comödie“